# Agama aculeata
Agama aculeata je vrsta agame, ki ima svoj življenjski prostor v podsaharski Afriki - Namibija, Bocvana, Zimbabve, Južnoafriška republika, Mozambik, Tanzanija, Zambija...

## Opis
Agama aculeata je dolga od 70–100 cm. Ima glavo trikotne oblike in zaokrožen gobec. Je olivno rdečo-rjave barve(lahko tudi siv ali rumenkast). Po trebuhu je kremasto rožne barve. Samci postanejo modri ob glavi pri parjenju.